# Sent Sebastian
Sent Sebastian (en francès Saint-Sébastien) és una localitat i comuna de França, a la regió de la Nova Aquitània, departament de la Cruesa. La seva població al cens de 1999 era de 705 habitants. Està integrada a la Communauté de communes du Pays Dunois.

## Demografia
| 1968  | 1975 | 1982 | 1990 | 1999 |
| ----- | ---- | ---- | ---- | ---- |
| 1.064 | 973  | 854  | 736  | 705  |

## Administració
| Període   | Identitat              | Partit |
| --------- | ---------------------- | ------ |
| 1977-1989 | André Autissier        |        |
| 1989-2001 | Pierre Derigoin        |        |
| 2001-2002 | Paul Buschaert         |        |
| 2002-     | Jean-Claude Carpentier | PS     |